# Stade Vélodrome
El Stade Vélodrome (en español: Estadio Velódromo), denominado actualmente Orange Vélodrome por motivos de patrocinio, es un estadio multiusos de Marsella, Francia. Es utilizado principalmente para la práctica del fútbol y es la sede del Olympique de Marsella de la Ligue 1 desde que se inauguró en 1937. El estadio ha sido sede de la Copa Mundial de la FIFA 1998, las Eurocopas de 1984 y 2016 y la Copa Mundial de Rugby 2007. En ocasiones se aloja el RC Toulonnais de rugby de la Top 14. Es el mayor campo de fútbol a nivel de club en Francia, con una capacidad de 67.894 espectadores sentados. El estadio también es utilizado regularmente por el equipo de rugby francés.
El récord de asistencia para un partido de club antes de la renovación en el Stade Vélodrome era de 58 897 (una semifinal de la Copa de la UEFA contra el Newcastle United en 2004). Dado a la expansión a 67 300, el récord de asistencia en el estadio es ahora de 65 148 que tuvo lugar en Le Classique contra el PSG el 5 de abril de 2015. El estadio también fue sede de la Copa Mundial de Fútbol de 1938 que se llevó a cabo en Francia. El primer partido que se jugó fue entre el Olympique Marsella y el Torino en 1937. En 2014 el estadio fue profundamente remodelado con motivo de la Eurocopa 2016 y es un estadio de categoría cuatro de la UEFA, la máxima categoría.

## Historia
El Stade Vélodrome pasó a la historia del deporte y la arquitectura en Francia por ser el primer estadio construido en cemento. Se construyó para ser una de las sedes de la Copa Mundial de Fútbol de 1938, el tercero de la historia y el último antes de la Segunda Guerra Mundial. Las obras comenzaron en el año 1935 y finalizaron en 1937, con la celebración de un partido inaugural entre el Olympique de Marsella y el Torino, el equipo transalpino más importante del momento.
Sin embargo, el recinto tenía que ocuparse de otras modalidades deportivas como diez llegadas del Tour de Francia, los campeonatos del mundo de ciclismo de pista (de ahí su nombre), distintas competiciones de atletismo, gimnasia, boxeo y rugby.
El estadio fue sede del último concierto de la gira A Momentary Lapse Of Reason de la banda británica Pink Floyd, tras 3 años de conciertos y un álbum acompañado de un video del concierto, llamados Delicate Sound of Thunder.
Francia volvió a ser elegida para otro gran evento futbolístico, la Eurocopa 1984. Se realizaron pequeñas mejoras y, poco a poco, va desapareciendo la emblemática pista de atletismo en favor de más gradas. En 1992, la FIFA volvió a designar a Francia organizador de un nuevo Mundial con motivo del 60.º aniversario del de 1938, el de Francia 1998. En 1994 se proponen diversos proyectos en un concurso de arquitectos, resultando ganador el de Jean-Pierre Buffi. El 25 de febrero de 1998 se termina la remodelación de la tribuna norte, con el aspecto que presenta hoy en día, convirtiendo al Vélodrome en el segundo estadio más grande de Francia tras el Stade de France parisino.
El estadio albergó partidos de rugby 13 en las décadas de 1940 a 1980. A partir de 2000, ha sido sede de partidos amistosos de la selección de rugby de Francia: Inglaterra jugó allí en 2003 y 2007, Nueva Zelanda en 2000, 2007 y 2009, Sudáfrica en 2002 y Australia en 2001 y 2005. Asimismo, la Copa Mundial de Rugby de 2007 tuvo cuatro partidos de la fase de grupos y dos de cuartos de final en el Vélodrome.
En 2007 y 2009, el Stade Vélodrome fue sede de semifinales del Top 14 de rugby francés. El RC Toulon comenzó a jugar allí algunos de sus partidos como local en 2009.

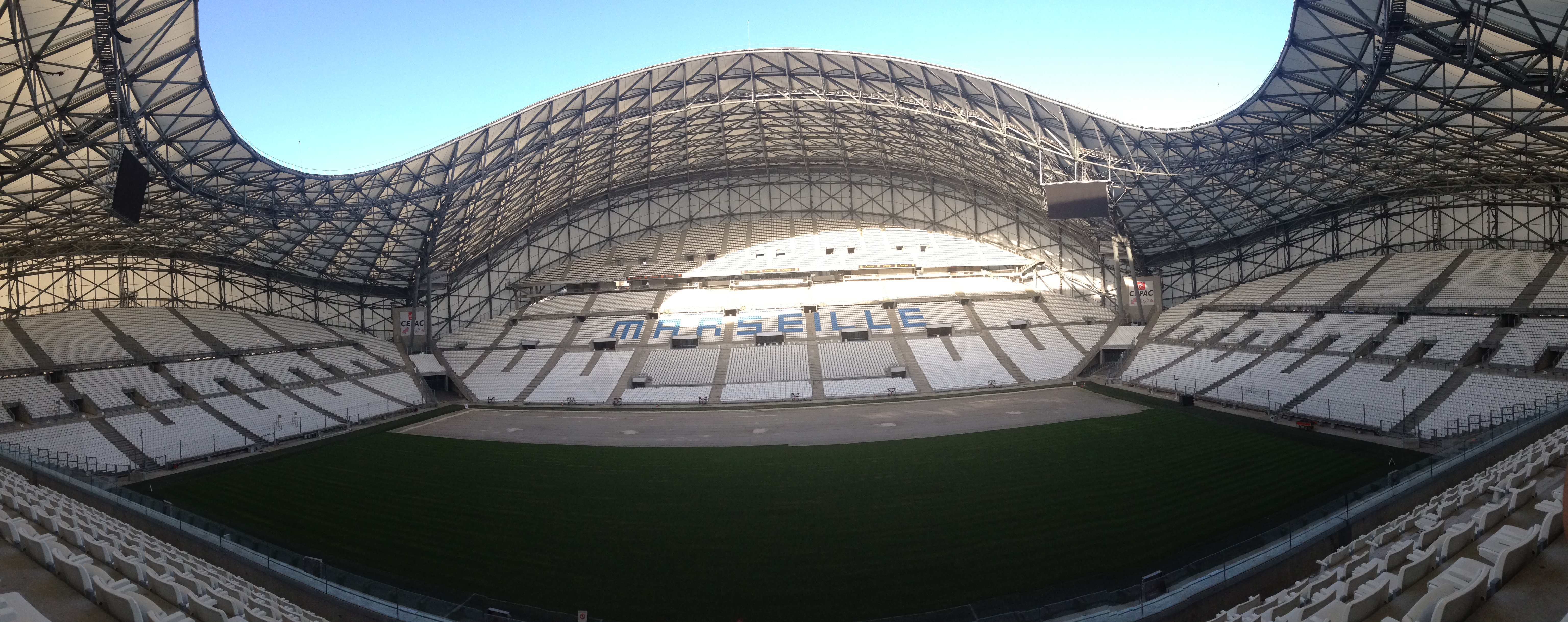
Panorámica del estadio.

## Eventos disputados

### Copa Mundial de Fútbol de 1938
- El estadio albergó tres partidos de la Copa Mundial de Fútbol de 1938.
| Fecha               | Selección #1 | Resultado    | Selección #2 | Ronda         | Espectadores |
| ------------------- | ------------ | ------------ | ------------ | ------------- | ------------ |
| 5 de junio de 1938  | Italia       | 2 - 1 (t.e.) | Noruega      | Primera Ronda | 18 000       |
| 16 de junio de 1938 | Italia       | 2 - 1        | Brasil       | Semifinales   | 30 000       |

### Eurocopa 1960
- El estadio albergó dos partidos de la Eurocopa 1960.
| Fecha              | Selección #1   | Resultado | Selección #2    | Ronda        | Espectadores |
| ------------------ | -------------- | --------- | --------------- | ------------ | ------------ |
| 6 de julio de 1960 | Checoslovaquia | 0 - 3     | Unión Soviética | Semifinales  | 25 184       |
| 9 de julio de 1960 | Checoslovaquia | 2 - 0     | Francia         | Tercer lugar | 9438         |

### Eurocopa 1984
- El estadio albergó dos partidos de la Eurocopa 1984.
| Fecha               | Selección #1 | Resultado    | Selección #2 | Ronda                 | Espectadores |
| ------------------- | ------------ | ------------ | ------------ | --------------------- | ------------ |
| 17 de junio de 1984 | Portugal     | 1 - 1        | España       | Primera fase, Grupo B | 24 364       |
| 23 de junio de 1984 | Francia      | 3 - 2 (t.e.) | Portugal     | Semifinales           | 54 848       |

### Copa Mundial de Fútbol de 1998
- El estadio albergó siete partidos de la Copa Mundial de Fútbol de 1998.
| Fecha               | Selección #1 | Resultado        | Selección #2  | Ronda                 | Espectadores |
| ------------------- | ------------ | ---------------- | ------------- | --------------------- | ------------ |
| 12 de junio de 1998 | Francia      | 3 - 0            | Sudáfrica     | Primera fase, Grupo C | 55 077       |
| 15 de junio de 1998 | Inglaterra   | 2 - 0            | Túnez         | Primera fase, Grupo G | 54 587       |
| 20 de junio de 1998 | Países Bajos | 5 - 0            | Corea del Sur | Primera fase, Grupo E | 55 000       |
| 23 de junio de 1998 | Brasil       | 1 - 2            | Noruega       | Primera fase, Grupo A | 55 000       |
| 27 de junio de 1998 | Italia       | 1 - 0            | Noruega       | Octavos de final      | 55 000       |
| 4 de julio de 1998  | Países Bajos | 2 - 1            | Argentina     | Cuartos de final      | 55 000       |
| 7 de julio de 1998  | Brasil       | 1 - 1 (4-2 pen.) | Países Bajos  | Semifinales           | 55 000       |

### Mundial de Rugby 2007
- En el estadio se disputaron seis encuentros de la Copa Mundial de Rugby de 2007.

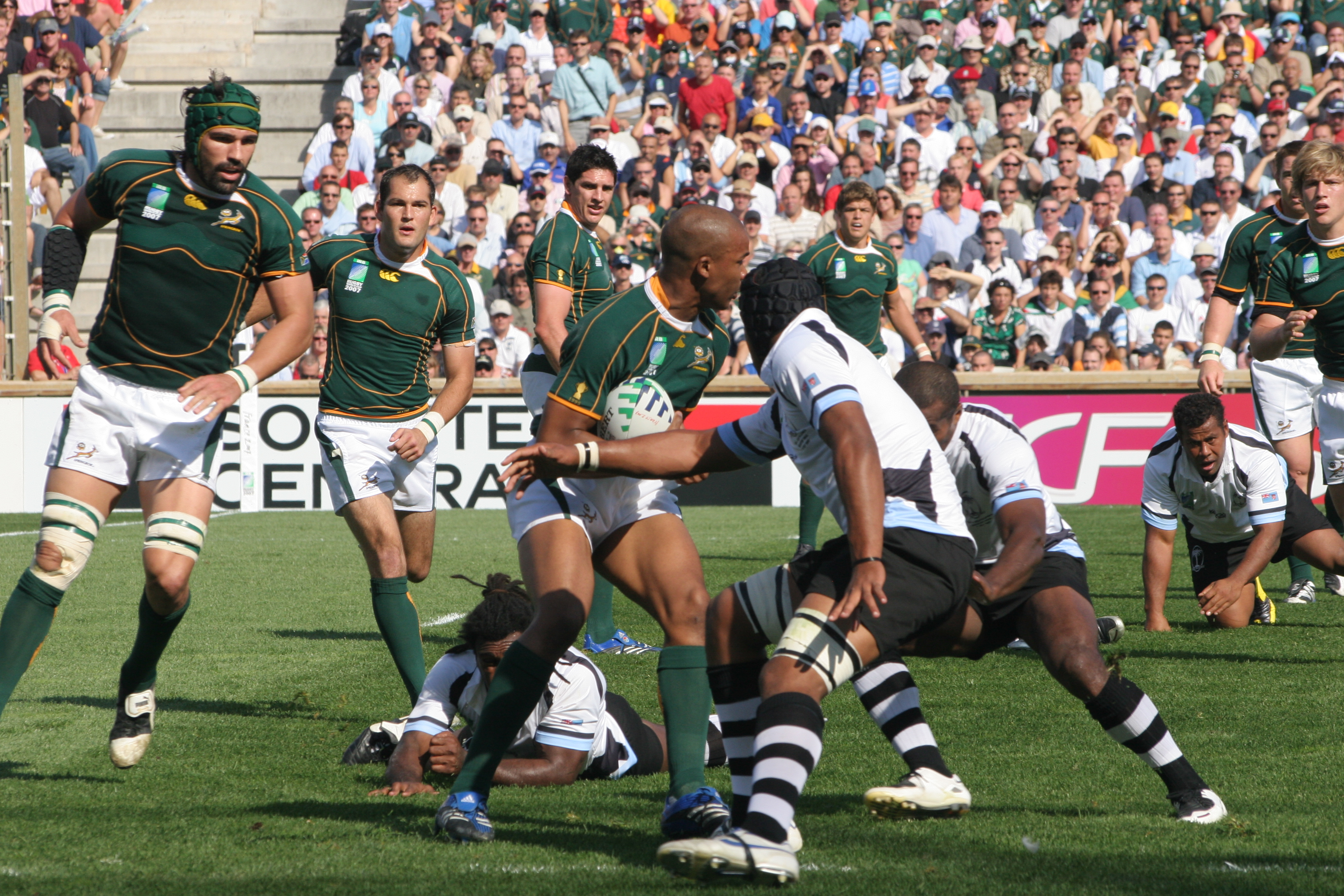
Sudáfrica vs. Fiyi

| Fecha                    | Selección #1  | Resultado | Selección #2 | Ronda                 | Espectadores |
| ------------------------ | ------------- | --------- | ------------ | --------------------- | ------------ |
| 8 de septiembre de 2007  | Nueva Zelanda | 76 - 14   | Italia       | Primera fase, Grupo C | 58 612       |
| 12 de septiembre de 2007 | Italia        | 24 - 18   | Rumanía      | Primera fase, Grupo C | 44 241       |
| 22 de septiembre de 2007 | Argentina     | 63 - 3    | Namibia      | Primera fase, Grupo D | 55 067       |
| 30 de septiembre de 2007 | Francia       | 64 - 7    | Georgia      | Primera fase, Grupo D | 58 695       |
| 6 de octubre de 2007     | Australia     | 10 - 12   | Inglaterra   | Cuartos de final      | 59 102       |
| 7 de octubre de 2007     | Sudáfrica     | 37 - 20   | Fiyi         | Cuartos de final      | 55 943       |

### Eurocopa 2016
- El estadio albergó seis partidos de la Eurocopa 2016.
| Fecha               | Selección #1 | Resultado        | Selección #2 | Ronda                 | Espectadores |
| ------------------- | ------------ | ---------------- | ------------ | --------------------- | ------------ |
| 11 de junio de 2016 | Inglaterra   | 1 - 1            | Rusia        | Primera fase, Grupo B | 62 343       |
| 15 de junio de 2016 | Francia      | 2 - 0            | Albania      | Primera fase, Grupo A | 63 670       |
| 18 de junio de 2016 | Islandia     | 1 - 1            | Hungría      | Primera fase, Grupo F | 60 842       |
| 21 de junio de 2016 | Ucrania      | 0 - 1            | Polonia      | Primera fase, Grupo C | 58 874       |
| 30 de junio de 2016 | Polonia      | 1 - 1 (3-5 pen.) | Portugal     | Cuartos de final      | 62 940       |
| 7 de julio de 2016  | Alemania     | 0 - 2            | Francia      | Semifinales           | 64 078       |

## Imágenes

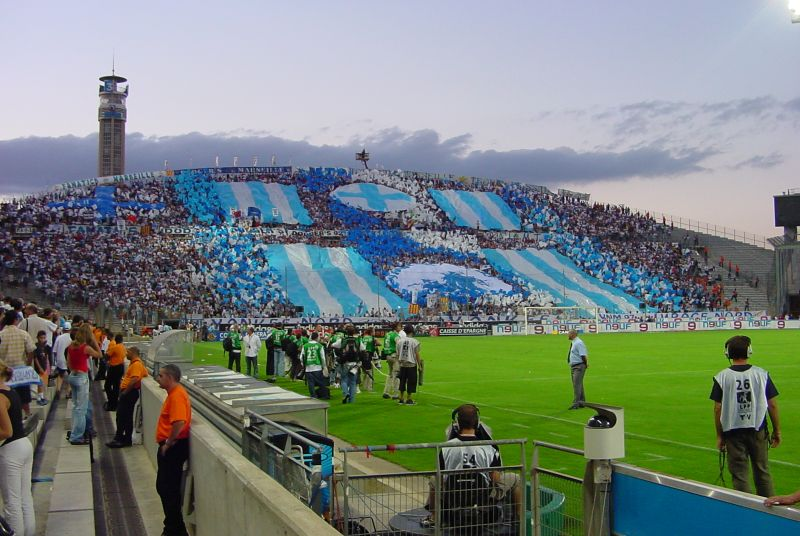
Mosaico en 2005.
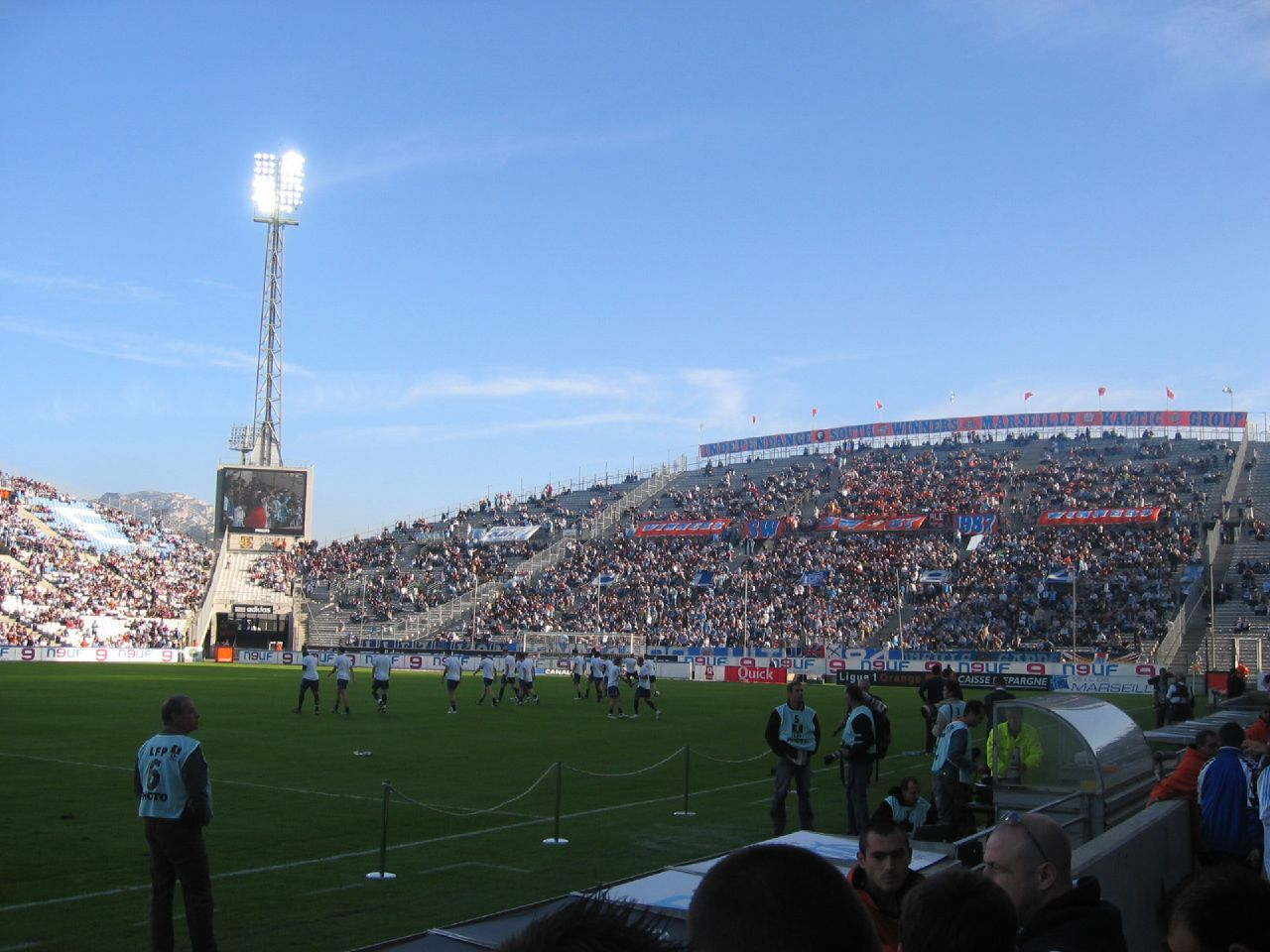
Vista de la Virage Sud en un OM-Lille en 2005.
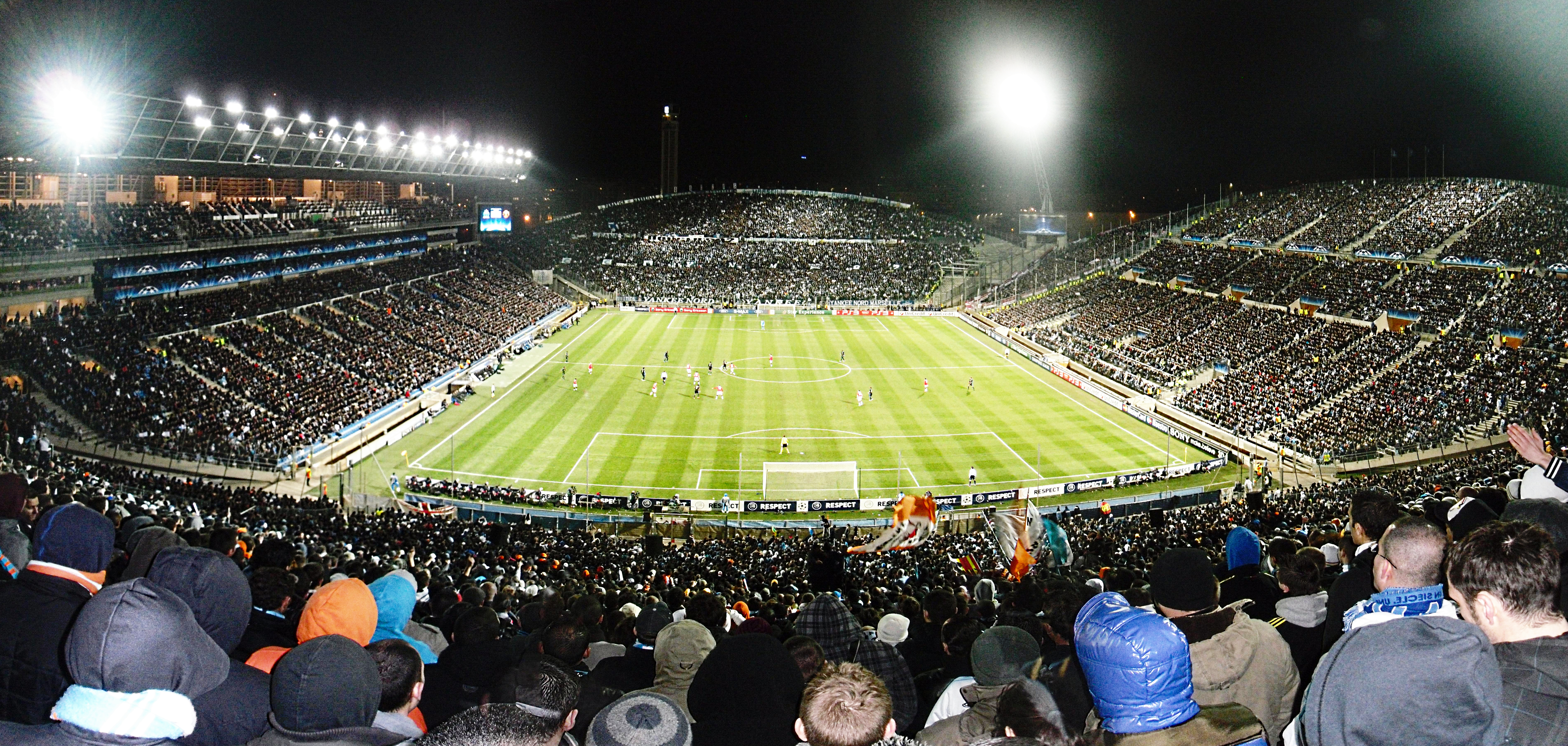
OM-Manchester United en 2011.
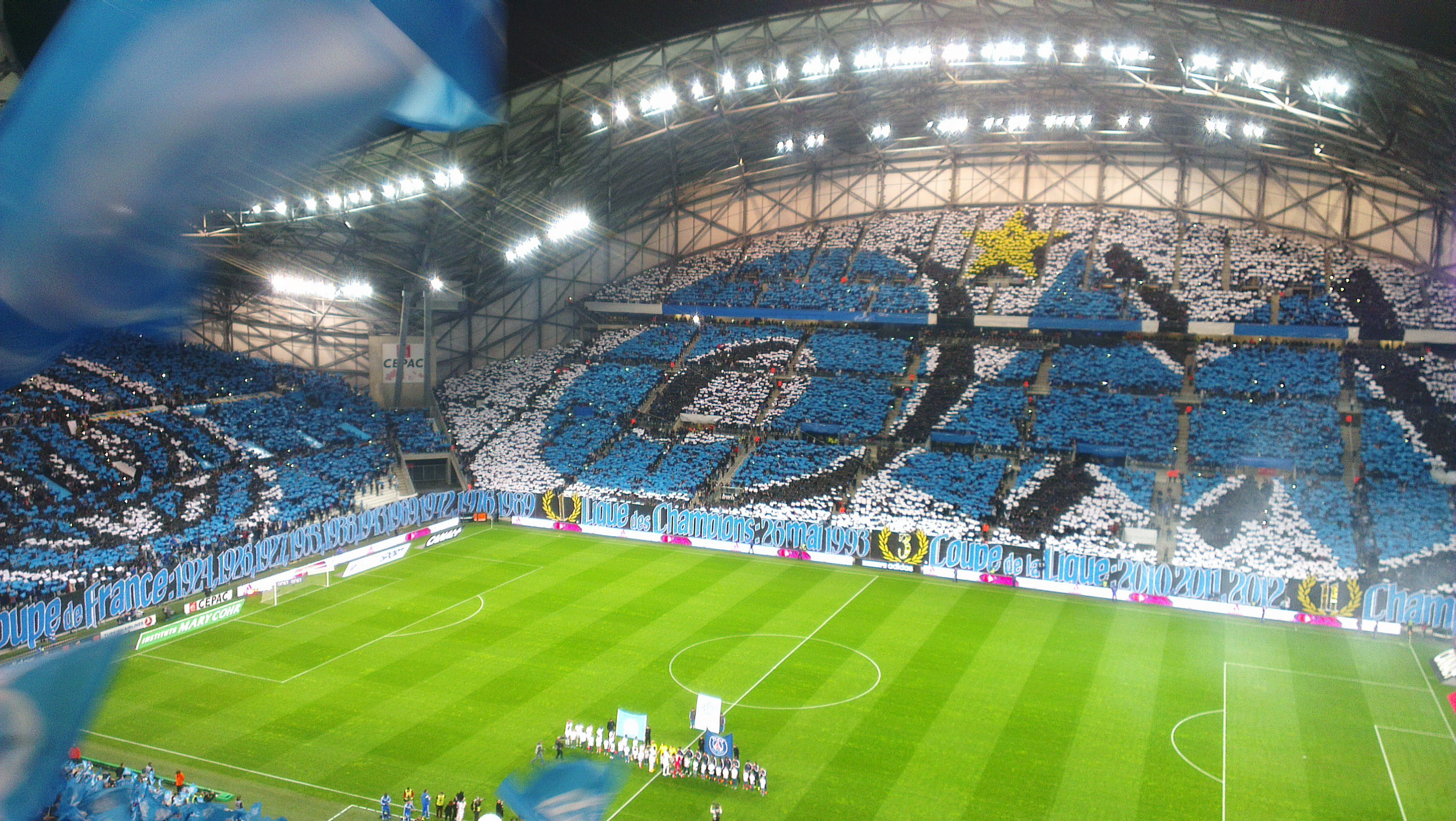
Antes de un partido OM-PSG en 2015.